# HMS Vanguard (1869)
El octavo HMS Vanguard de la Royal Navy británica, fue un Ironclad de batería central de la clase Audacious botado en 1870.

## Hundimiento
El Vanguard bajo el mando del capitán Richard Dawkins, partió del puerto de Kingstown (actual Dún Laoghaire) el 27 de agosto de 1875 junto a otros tres ironclads, los HMS Warrior, HMS Hector y HMS Iron Duke.Los buques, formaban parte de la primera escuadra de reserva, y estaban en un crucero en por la costa irlandesa. La escuadra, bajo el mando del almirante Tarleton, estaba en ruta a Queenstown (Cobh), County Cork cuando el crucero llegó a su fin. Al pasar a la altura del buque faro de Kish, se levantó una espesa niebla, que restringía la visibilidad menos de la longitud de un buque.
En el Vanguard, gemelo del Iron Duke notaron que estaban variando su rumbo, por lo que comenzaron a virar para retornar a su posición. Un problema en su planta de vapor, hacía que su sirena, fuera inoperable, por lo que no podía avisar a otros buques de su posición o curso.
En torno a las 12:50, desde un puesto de observación del Vanguard se avistó un velero que navegaba directo hacia el. Al girar el Vanguard para tratar de evitalo, el Iron Duke apareció de entre la niebla por su lateral a menos de 36 metros. La colisión, resultó inevitable. El Iron Duke espoloneó el casco del Vanguard bajo el agua, cerca de las calderas.
El Iron Duke consiguió liberarse después de algunos minutos con solo daños menores, aunque el Vanguard, comenzó a hundirse. Sus bombas, podían achicar agua a un ratio de 3000 l por minuto, pero la entrada de agua, superaba las 50 toneladas por minuto. Las bombas, que estaban accionadas por las máquinas del buque, dejaron de funcionar diez minutos después de la colisión, cuando la sala de máquinas, quedó inundada.
El Vanguard y el Iron Duke lanzaron sus botes salvavidas. El abandono del buque, se completó con orden, abandonándolo en último de los 360 tripulantes el capitán Dawkins, y con la única baja de un perro. El Warrior y el Hector navegaron en la niebla, y solo supieron del hundimiento a su llegada a Queenstown.
Setenta y cinco minutos después de la colisión, el Vanguard descansaba en el fondo marino a 50 m de profundidad. La punta de sus mástiles, continuaban visibles sobre la superficie del agua. El almirantazgo, confiaba en poder reflotar el buque, y comenzaron operaciones con buzos, que finalmente, fueron abandonadas.
El capitán Dawkins fue culpado por la corte marcial de no hacer lo suficiente por salvar su buque tras la colisión, y nunca volvió a recibir el mando de un buque. 
El pecio fue redescubierto en 1985 a entre 45 y 50 metros de profundidad. El pecio, está protegido bajo la declaración de monumento nacional de Irlanda, y se necesita licencia del servicio de monumentos nacionales para bucear en él.